# Épigée asiatique
Pour les articles homonymes, voir Épigée (homonymie).
Epigaea asiatica
Espèce
L'Épigée asiatique, Epigaea asiatica, est une espèce de plantes à fleurs de la famille des Ericaceae originaire du Japon.

## Description
L'Épigée asiatique est un buisson à feuilles persistantes atteignant 0,1 m (0 pi 4 po) sur 0,5 m (1 pi 8 po). Il est rustique jusqu'en zone (UK) 4. Il est en feuilles toute l'année, en fleur d'avril à mai. L'espèce est hermaphrodite (a des organes mâles et femelles).

## Reproduction
Les graines sont dispersées par les fourmis.

## Distribution
Bord de mer de Hokkaido à Honshū au Japon, environnement : forêts de montagne, type de vie : Petits arbres à feuilles persistantes, hauteur : 10-15 cm.